# Нова вас (Сежана)
Нова вас (словен. Nova Vas) — поселення в общині Сежана, Регіон Обално-крашка, Словенія. Висота над рівнем моря — 373,7 м. Розташоване на північ від Казлє.